# Jaroset

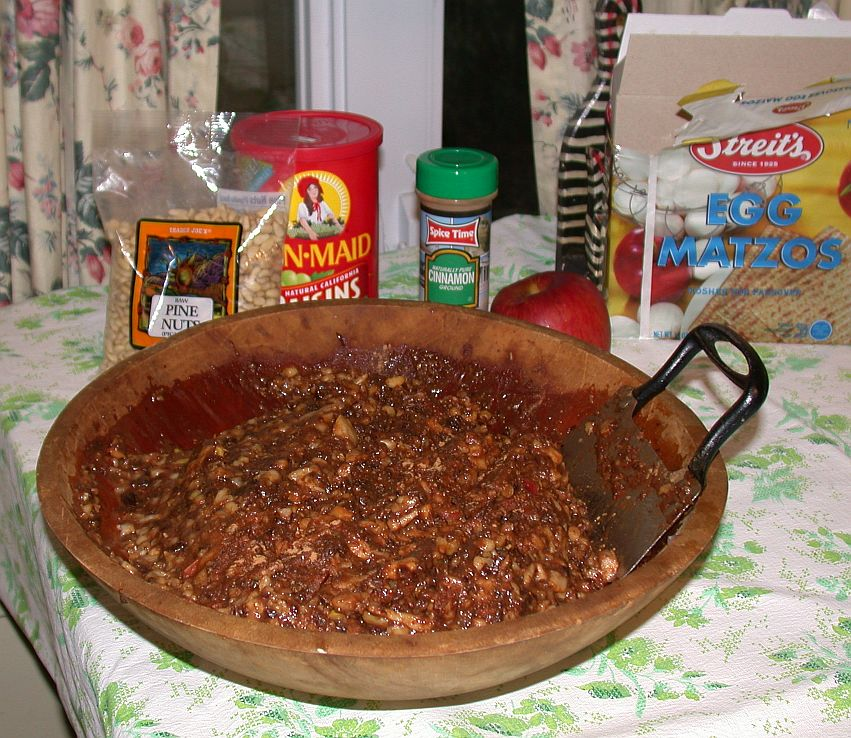
Jaroset al estilo sefardí con manzanas, peras, uvas pasas, ficus, zumo de naranja, vino rojo, piñones y canela.

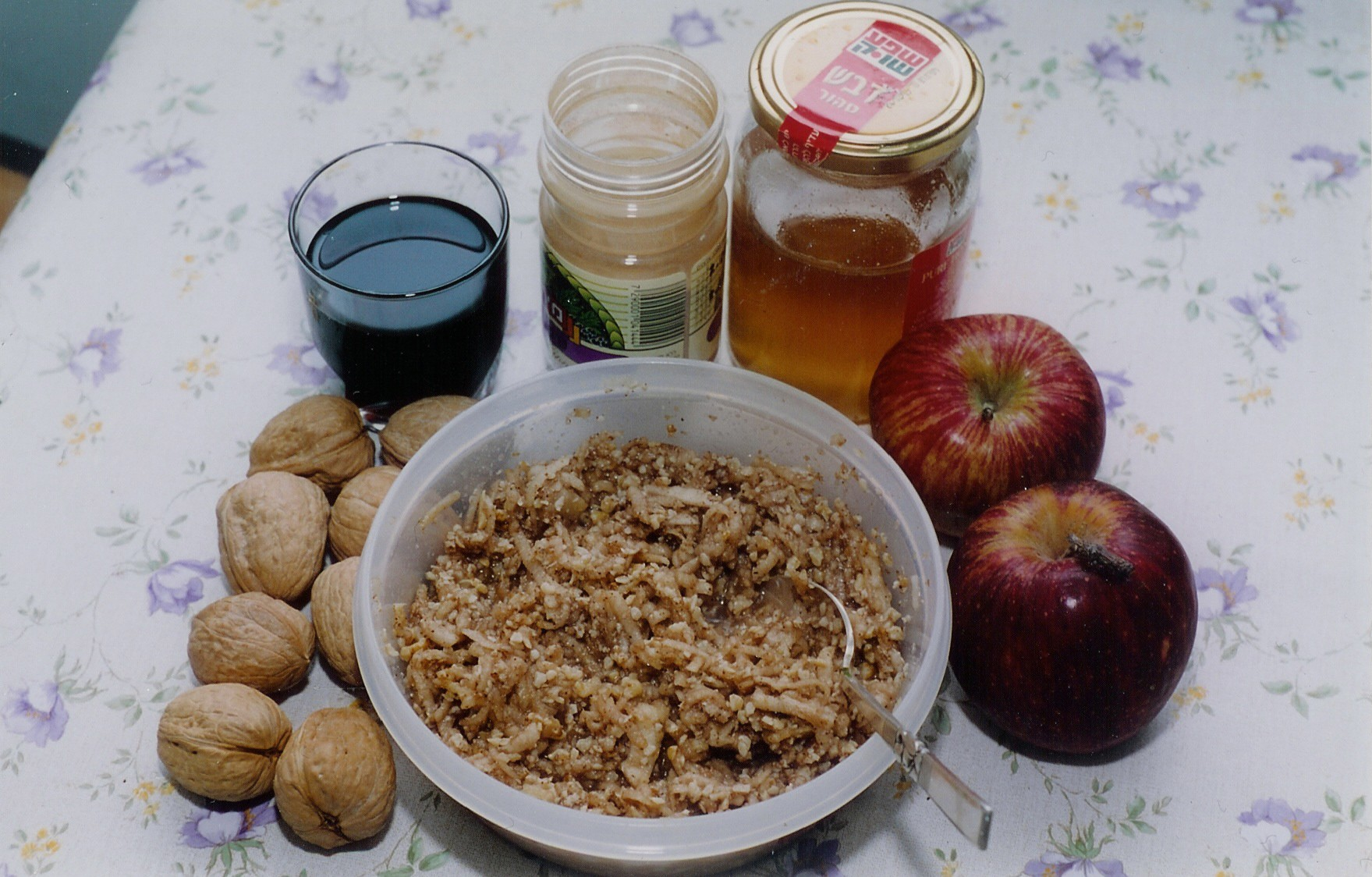
Jaroset al estilo asquenazí, de izquierda a derecha: nueces, vino, canela, miel y manzanas.

Jaroset o Jaroses (hebreo: חֲרֽוֹסֶת [ḥărōset]) es un alimento preparado de sabor dulce, color oscuro, y aspecto pastoso que forma parte del plato del Séder y que se sirve durante el Séder de Pésaj.

## Simbolismo
Su color y textura recuerda a los ladrillos que elaboraban los israelitas cuando eran esclavos en el Antiguo Egipto, la palabra jaroset proviene del hebreo jéres — חרס — ‘arcilla’.
El maror (una salsa amarga elaborada con rábanos picantes) es un ingrediente especial en el plato del Séder, el jaroset hace una función muy auxiliar en él. Antes de comer el maror, los comensales mojan una hoja de lechuga en el jaroset y de esta forma agitan el jaroset antes de abordar el maror. Esta acción trae a los hogares la idea de lo duro que fue para los israelitas trabajar en Egipto, combinando metafóricamente en la comida las lágrimas de los ojos (el maror) con un alimento que recuerda el mortero rojo que se empleaba en la elaboración de los ladrillos del antiguo Egipto.
A pesar de la connotación simbólica que posee este plato, el jaroset es un plato muy conocido y favorito de los niños. Durante la celebración de la comida del Séder, puede ser comido a placer, a menudo untado sobre un matzah. En opinión de algunos, se dice que este alimento es uno de los más sabrosos de los que se prueban durante estas celebraciones.

## Variantes
Existen del Jaroset tantas recetas como familias judías haya, cada comunidad tiene su propia variante con los ingredientes kosher más accesibles a su posición geográfica correspondiente. De esta forma se tiene: 
- Una receta típica del Este de Europa (o de tradición Ashkenazi) podría incluir nueces, manzanas, canela, y vino dulce — ingredientes mencionados por el Rey Salomón en el Cantar de los Cantares como resumen de los atributos de los pueblos judíos. La miel o azúcar puede ser empleada tanto como un edulcorante como un ligante de la pasta: la mezcla no es cocinada.
- Las recetas de la tradición de la cocina sefardí generalmente son cocinadas y pueden incluir uvas pasas e ingredientes nativos del Oriente Medio, tales como el ficus, dátiles y semillas de sésamo. Por ejemplo:
  - En Egipto, se elabora solo de dátiles, uvas pasas, nueces, canela y vino dulce.
  - En Grecia y Turquía, puede consistir en manzanas, dátiles, almendras picadas y vino.
  - En Irak y Asia Central alguna compota de ciruelas
  - En Italia, puede incluir castañas
  - En España y Portugual se incluye dátiles y pistacho.

## Los Mizrahi
No todos los pueblos judíos denominan a este plato "Jaroset". Entre algunas comunidades judías de Oriente Medio se denomina a este plato Halegh. El significado exacto de la palabra Halegh no está muy claro. Rav Saadia Gaon emplea la palabra como un tipo de nuez que es uno de los ingredientes obligatorios en la preparación del halegh.